# Macdonalds identiteter
Inom matematiken är Macdonalds identiteter några identiteter bland oändliga produkter associerade till affina rotsystem introducerade av Ian Macdonald (1972). De har som specialfall Jacobis trippelprodukt, Watsons kvintupelproduktidentitet, flera identiteter upptäckta av Dyson (1972) och en produktidentitet uppräckt av Winquist (1969). 
Kac (1974) och Moody (1975) påpekade att Macdonalds identiteter är analogier av Weyls nämnarformel för affina Kac-Moodyalgebror och superalgebror.